# Kotschya carsonii
Kotschya carsonii är en ärtväxtart som först beskrevs av John Gilbert Baker, och fick sitt nu gällande namn av Jeanine Dewit och Paul Auguste Duvigneaud. Kotschya carsonii ingår i släktet Kotschya och familjen ärtväxter.

## Underarter
Arten delas in i följande underarter:
- K. c. carsonii
- K. c. reflexa